# USS LST-719
O USS LST-719 foi um navio de guerra norte-americano da classe LST que operou durante a Segunda Guerra Mundial.